# Microhexura idahoana
Microhexura idahoana är en spindelart som beskrevs av Chamberlin och Ivie 1945. Microhexura idahoana ingår i släktet Microhexura och familjen Dipluridae. Inga underarter finns listade i Catalogue of Life.